# 光済 (船)
光済（こうさい）または光済号（こうさいごう、朝鮮語: 광제호）は、大韓帝国が1904年に竣工させた灯台見回り船・税関監視船である。韓国併合により日本の朝鮮総督府の下で引き続き運用された後、1930年には日本海軍に移管されて雑役船（曳船兼交通船）に類別された。太平洋戦争を生き延びたが、1947年に座礁事故で全損となった。

## 船歴

### 大韓帝国船として建造
本船は、大韓帝国により日本の川崎造船所へ発注され、1904年（明治37年）4月に進水、同年11月に神戸で竣工した。「揚武」に続く大韓帝国軍で2隻目の軍艦とも数えられるが、税関監視や灯台見回り船が用途であり、武装も47mm速射砲2門と軽いものであった。韓国併合がされた1910年（明治43年）時点での所属は、大韓帝国の度支部（財務省に相当）となっている。
1905年（明治38年）6月に建造地の神戸港から釜山港へ回航された。当初の乗員のうち船長・機関長・一等運転士（航海士）はイギリス人であったが、同年にイギリス人の総税務司（税関の長官）ジョン・マクレヴィ・ブラウンが退任帰国したのに続いて辞職した。同年12月に日本の韓国統監府が設置されると、日本海軍少佐が船長として乗務するようになった。1907年時点では乗員84人のうち士官の大部分が日本人で占められたが、運転士の一人には「揚武」元乗員の韓国人愼順晟が新たに採用されていた。下級船員には日本海軍の予備役下士官兵が乗船したほか、水夫や火夫等58人が韓国人であった。密輸取締、航路標識の地点選定や灯台への物資補給、漁業視察などの任務に従事したほか、韓国唯一の公船として韓国統監などの要人輸送にもしばしば用いられた。例えば1906年中には6回の航海を行っている。韓国併合直前の1910年8月には韓国船最初の無線電信設備を設置する改装工事が行われた（韓国併合後の同年9月に完了）。

### 朝鮮総督府での運用
1910年（明治43年）に韓国併合が行われ、同年10月に朝鮮総督府の新官制が施行されると、本船は「光済丸」として朝鮮総督府通信局（1912年以降は朝鮮総督府逓信局）の所属となった。そして、灯台等の航路標識視察や税関監視任務、海軍艦船や官庁用の無線通信業務に引き続き従事した。1911年度（明治44年度）の運用実績は、航海距離14,902海里（約27,599km）に及んだ。同任務で最後の運用となった1924年度（大正13年度）の航海距離は、7,119海里（約13,184km）と減っている。
1925年（大正14年）に財政上の事情による行政整理のため、「光済丸」の灯台見回り船・税関監視船など公船としての任務は全て廃止となった。そして、朝鮮総督府所属のまま朝鮮郵船株式会社に貸し出された。朝鮮郵船では、「光済丸」を貨客船「咸鏡丸」と交代させ、「平壌丸」とともに元山＝清津線（城津経由）へ就航させた。同航路は朝鮮総督府の命令航路として1922年（大正11年）に開設されたもので、鉄道未開通の咸鏡北道・間島方面に就航する唯一の旅客航路であり、同方面を京釜線・京元線・京義線とつなぐ鉄道連絡船として非常に賑わっていた。しかし、同航路は1928年（昭和3年）8月の咸鏡本線開通によって不要となり、翌月に廃止された。

### 日本海軍への移管
1930年（昭和5年）8月11日付で本船は朝鮮総督府から日本海軍に移管されて「光済」と改称、雑役船の一種である曳船兼交通船に類別された。当初は佐世保防備隊、後に鎮海要港部（1941年に警備府昇格）に所属し、朝鮮半島の鎮海要港部と日本本土の佐世保鎮守府の間の連絡任務に従事した。1945年（昭和20年）8月の太平洋戦争の終戦時にも鎮海警備府の鎮海港務部に所属して健在であった。終戦後、GHQの日本商船管理局（en:Shipping Control Authority for the Japanese Merchant Marine, SCAJAP）によりSCAJAP-K089の管理番号を与えられた。
太平洋戦争の終戦後、第二復員省の特別輸送艦に指定され、1947年（昭和22年）1月15日までには特別保管艦に変更された。救難船「栗橋」とともに旧軍港間の輸送任務などに従事したが、1947年5月14日に大阪港から横須賀港へ航行中、御前崎付近で座礁して全損となった。

## 遺物
日韓併合前に本船で船旗として使用されていた太極旗が、元乗員の愼順晟によって保管されており、韓国独立後に韓国船に再度掲揚された。その後に韓国政府へ寄贈されて、仁川開港博物館に展示されている。
また、本船に搭載された速射砲の練習用擬製弾も愼順晟によって保管されており、彼の遺族から韓国政府へ寄贈されて、韓国海軍士官学校の博物館に展示されている。

## 船長
- 磯貝正吉 少佐

1. 河島義夫 第二復員官/第二復員事務官：1946年1月16日[20] - 1946年4月5日[21]、以後10月8日まで船長を置かず。
2. （兼）森田禎介 復員事務官：1946年10月8日[22] - 1946年10月28日補職取消[23]（本職：加徳艇長）
3. （兼）鬼塚美雄 復員事務官：1946年10月28日[24] - 1946年11月21日補職取消[25]（本職：加徳艇長）
4. （兼）佐藤百太郎 復員事務官：1946年11月18日[26] - 1947年3月27日（本職：加徳艇長）
5. 文澤義永 復員事務官：1947年3月27日[27] - 1947年4月25日[28]、以後5月6日まで船長を置かず。
6. 横地鑑也 復員事務官：1947年5月6日[29] - 1947年7月24日[注 2]